# Hacienda Del Sol Guest Ranch Resort
Hacienda Del Sol Guest Ranch Resort es un hotel en la sección Catalina Foothills de Tucson, Arizona . Comenzó en 1929 como un internado privado para niñas. Se convirtió en un rancho de huéspedes después de la Segunda Guerra Mundial.

## Orígenes como internado
La propiedad fue fundada en 1929 por John y Helen Murphey como un internado privado episcopal. La escuela fue construida al estilo de un rancho colonial español. Los Murphey habían arrendado originalmente el terreno, pero lo compraron en 1930 junto con otros acres, lo que les dio un total de 480 acres.
La escuela atendía a niñas de entre 12 y 18 años y ofrecía paseos a caballo y alojamiento para los caballos de las niñas. Los estudiantes incluyeron hijas y nietas de las familias ricas del país, incluidas las nietas de Woodrow Wilson y George Westinghouse y la hija de Silsby Spalding. Un folleto promocionaba la escuela a "niñas a las que les gusta ponerse chaparreras, sombrero y botas".
Después de que un incendio destruyó la mayoría de los edificios en 1938, gran parte de la escuela fue reconstruida según un diseño del arquitecto Josias Joesler. Los diseños de Joesler incluyen chimeneas de ladrillo de gran tamaño, amplios ventanales y áreas comunes grandes y abiertas.

## Conversión a rancho de huéspedes
La escuela cerró en 1942 debido a la Segunda Guerra Mundial. En marzo de 1945, John Murphey y el Rev. George W. Ferguson vendió la propiedad al Sr. y la Sra. Howard Morgan por $110,000. Los nuevos propietarios anunciaron planes para operar un hotel en el desierto en la propiedad, que entonces constaba de 80 acres. Para diciembre de 1945, la propiedad funcionaba como Hacienda del Sol Ranch Hotel. Las mismas habitaciones que antes usaban los estudiantes se convirtieron en habitaciones para huéspedes.
En 1946, el rancho se utilizó como lugar de rodaje de Duel in the Sun, protagonizada por Gregory Peck y Jennifer Jones. Los huéspedes del rancho incluyeron a Spencer Tracy, Katharine Hepburn, Clark Gable, Howard Hughes, Joseph Cotton, Waylon Jennings y Jessi Colter.

## Desarrollo posterior
En 1970, Robert Hartman compró el rancho por $ 260,000. Luego se vendió en 1983 por $ 3 millones a Pointe Partners. Luego, la propiedad terminó bajo propiedad del banco después de la ejecución hipotecaria por parte de Standard Chartered Bank. En 1993, un grupo de inversionistas liderado por Jed C. Paradies compró la propiedad al banco por $1.6 millones. En 1995, Paradies vendió la propiedad por 2,3 millones de dólares a un grupo de inversores locales encabezado por Jeffrey B. Timan y Richard Fink. El grupo Timan/Fink restauró cada una de las 30 habitaciones, suites y casitas. En 1997 se agregó un nuevo restaurante, The Grill, que recibió varios premios culinarios.
En 2015, el resort agregó 32 nuevas habitaciones, una piscina y un spa, y un espacio para eventos llamado Casa Luna.
Es uno de los dos únicos ranchos para turistas que sobreviven en Tucson, donde antes había unos 20. Es miembro de los Hoteles Históricos de América.